# Powiat wołowski
Powiat wołowski är ett politiskt och administrativt distrikt (powiat) i sydvästra Polen, tillhörande Nedre Schlesiens vojvodskap. Befolkningen uppgick till 47 330 invånare i juni 2010. Huvudort och största stad är Wołów.

## Kommunindelning
Distriktet indelas i tre kommuner.
| Stads- och landskommuner - Wołów - Brzeg Dolny Landskommuner - Wińsko | Kommunindelning |